# سوندايكا
بلدية سوندايكا (بالإسبانية: Sondika)‏ هي بلدية تقع في مقاطعة بيسكاي, التي تقع في منطقة الباسك شمالي إسبانيا.

## أعلام
- كولدو أغيري

## وصلات خارجية
- (بالإسبانية)